# 新京特别市公署

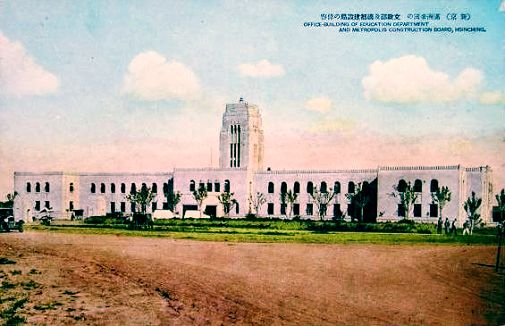
新京特别市公署

1932年3月1日，满洲国成立，3月10日，宣布定都长春。3月15日，长春改名为新京，8月17日，改为新京特别市。
新京特别市公署大楼原位于新京市大同广场（今长春市人民广场）东南方，于1932年7月始建，1933年落成。此楼是满洲国政府在新京建造的首座办公建筑，故有“第一厅舍”之称。
大楼由相贺兼介设计，福井高梨组施工，砖混结构，地上主体两层，中央塔楼四层，地下一层，建筑面积5131平方米。楼体采用对称布局，中央方塔高耸，塔楼屋顶的瞭望台成为满洲国时期内外要人视察新京“国都建设成就”的必登之处。
大楼建成后由满洲国文教部与国都建设局合用，后归新京特别市公署使用。1945年光复后，由中华民国长春市政府使用。该楼在1946年4月中国共产党东北民主联军攻打长春的战役中被焚毁，后经重新修缮，先后由中共长春市委党校、中共长春市委使用，被定为长春市级文物保护单位，1996年7月爆破拆除。